# Černčice (kraj ustecki)
Černčice – miejscowość i gmina (obec) w Czechach, w kraju usteckim, w powiecie Louny. W 2022 roku liczyła 1320 mieszkańców.